# Rise (album của Taeyang)
Rise (hay RISE) là album phòng thu thứ hai của ca sĩ người Hàn Quốc Taeyang, thành viên của ban nhạc K-pop Big Bang. Album được phát hành vào ngày 3 tháng 6 năm 2014 thông qua hãng thu âm YG Entertainment. Rise đạt vị trí số một trên tất cả các bảng xếp hạng lớn của Hàn Quốc và số một trên bảng xếp hạng album của iTunes ở 10 quốc gia (top 50 ở 21 quốc gia).
Rise còn đạt vị trí quán quân trên iTunes R&B/SOUL Album Chart ở 19 quốc gia bao gồm Hoa Kỳ, Anh Quốc, Canada, Úc, Nga, Hồng Kông và Đan Mạch (top 50 tại 25 quốc gia). Rise trở thành album K-pop xếp hạng cao thứ ba, cũng như album solo của một nghệ sĩ K-pop xếp hạng cao nhất, trên Billboard khi ra mắt ở vị trí thứ 112 tại Billboard Hot 200, số một trên Billboard World Albums Chart, và Heatseekers Albums Chart. Album đạt vị trí quán quân trên iTunes Pop Album Chart và á quân trên iTunes Album Chart cùng của Nhật Bản.

## Bối cảnh
Vào ngày 25 tháng 5 năm 2014, YG Entertainment hé lộ bức hình teaser đầu tiên về sự trở lại của Taeyang. Một ngày sau bức hình teaser thứ hai ra mắt kèm theo một video teaser. Hai bức hình cuối cùng được đăng tải vào ngày 28 tháng 5, một bức với chi tiết về sự kiện RISE: PREMIERE (tổ chức vào ngày 2 tháng 6), bức còn lại gồm tên của các bài hát trong album.

## Chi tiết
Album bao gồm 9 bài hát được phát hành dưới dạng kĩ thuật số vào ngày 3 tháng 6 năm 2014 toàn thế giới tren iTunes, Melon và nhiều dịch vụ âm nhạc trực tuyến khác. Định dạng CD của album ra mắt đúng một tuần sau đó. Có hai phiên bản CD khác nhau của album. Bản thường gồm một booklet (48p), CD, một poster và một sticker. Bản giới hạn gồm một booklet (128p), CD, hai poster và ba photo card.
Taeyang tiếp tục làm việc cùng Choice37 và Teddy Park, những người hợp tác cùng anh từ album Solar. Anh cũng nhờ cậy tới sự giúp đỡ từ The Fliptones, JHart và nhiều nhà sản xuất âm nhạc khác như Boys Noize và Peejay. Thành viên cùng nhóm G-Dragon cùng Airplay, Jo Sung Hwak, Happy Perez, Britt Burton và nhiều nhà sản xuất khác cũng góp một phần vào album.

## Danh sách bài hát
| STT              | Nhan đề                                      | Phổ lời                  | Phổ nhạc                           | Hòa âm                      | Thời lượng |
| ---------------- | -------------------------------------------- | ------------------------ | ---------------------------------- | --------------------------- | ---------- |
| 1.               | "Intro (Rise)"                               | Taeyang, Tablo, Choice37 | Taeyang, Peejay                    | Peejay                      | 1:45       |
| 2.               | "Eyes, Nose, Lips" (눈, 코, 입; Nun, Ko, Ib) | Taeyang, Teddy           | Teddy, Dee.P, PK                   | Teddy, Dee.P                | 3:50       |
| 3.               | "1AM" (새벽 한시; Saebyeok Hansi)            | Teddy                    | Teddy, Choice37, Boys Noize        | Teddy, Choice37, Boys Noize | 3:11       |
| 4.               | "Stay with Me" (hợp tác với G-Dragon)        | G-Dragon                 | G-Dragon, The Fliptones, JHart     | The Fliptones               | 3:22       |
| 5.               | "Body" (아름다워; Areumdawo)                 | Taeyang, Teddy           | Taeyang, Teddy, PK, Dee.P          | Teddy, PK, Dee.P            | 3:10       |
| 6.               | "Ringa Linga" (링가링가; Ling-ga Ling-ga)    | G-Dragon, Dok2           | G-Dragon, Shockbit                 | Shockbit                    | 3:47       |
| 7.               | "This Ain't It" (이게 아닌데; Ige Aninde)    | Airplay, Jo Sung Hwak    | Airplay, Jo Sung Hwak              | Airplay                     | 4:23       |
| 8.               | "Let Go" (버리고; Beorigo)                   | Tablo                    | Taeyang, PK, Dee.P                 | PK, Dee.P                   | 3:40       |
| 9.               | "Love You to Death"                          | Tablo, Britt Burton      | Happy Perez, Britt Burton, Taeyang | Happy Perez                 | 3:41       |
| Tổng thời lượng: | Tổng thời lượng:                             | Tổng thời lượng:         | Tổng thời lượng:                   | Tổng thời lượng:            | 30:54      |

Ghi chú
- "Intro (Rise)" sử dụng bản mẫu trong bài Everybody Wants to Rule the World của Tears for Fears.
- "Body" và "Love You to Death" có sự góp giọng của CL của 2NE1.

## Xếp hạng
| Bảng xếp hạng (2014)               | Quốc gia   | Vị trí cao nhất |
| ---------------------------------- | ---------- | --------------- |
| Gaon Chart                         | Hàn Quốc   | 1               |
| Hanteo                             | Hàn Quốc   | 1               |
| Billboard 200                      | Hoa Kỳ     | 112             |
| Billboard World Albums Chart       | Hoa Kỳ     | 1               |
| Billboard Heatseekers Albums Chart | Hoa Kỳ     | 1               |
| YinYueTai                          | Trung Quốc | 1               |
| Recochoku                          | Nhật Bản   | 1               |
| Oricon                             | Nhật Bản   | 2               |

### Các bài hát trong album
| Bài hát              | Vị trí cao nhất | Vị trí cao nhất            | Lượng tải xuống kĩ thuật số |
| Bài hát              | Hàn Gaon Chart  | Hoa Kỳ Korea K-Pop Hot 100 | Lượng tải xuống kĩ thuật số |
| -------------------- | --------------- | -------------------------- | --------------------------- |
| "Ringa Linga" (2013) | 1               | 1                          | 844.262                     |
| "Eyes, Nose, Lips"   | 1               | 1                          | 1.804.270                   |
| "Stay With Me"       | 4               | 4                          | 605.555                     |
| "1AM"                | 7               | 6                          | 439.127                     |
| "This Aint İt"       | 11              | 12                         | 259.616                     |
| "Body"               | 12              | 14                         | 169.966                     |
| "Let Go"             | 12              | 15                         | 167.103                     |
| "Love You To Death"  | 15              | 16                         | 123.323                     |
| "Intro (Rise)"       | 38              | -                          | 43.886                      |

## Doanh số
| Quốc gia | Doanh số                 |
| -------- | ------------------------ |
| Hàn Quốc | 60.000+ (Gaon Chart)     |
| Hàn Quốc | 46.000+ (Hanteo)         |
| Hoa Kỳ   | 4,000+                   |
| Đài Loan | 10.000+                  |
| Nhật Bản | 15.000+ (bản tiếng Hàn)  |
| Nhật Bản | 57.000+ (bản tiếng Nhật) |